# طوطی دم‌دراز گونه‌خاکستری
طوطی دم‌دراز گونه‌خاکستری (نام علمی: Brotogeris pyrrhoptera) نام یک گونه از تیره طوطیان است.